# Gualtiero Busato
Pour les articles homonymes, voir Busato.
Gualtiero Busato, né le 14 avril 1941 à Civitavecchia et mort le 3 janvier 2025 à Paris, est un sculpteur franco-italien, spécialisé dans le bronze.

## Biographie
Gualtiero Busato naît pendant la Seconde Guerre mondiale à Civitavecchia, commune italienne bordant la mer Tyrrhénienne, à proximité de Rome. En 1949, sa famille déménage à Paris, en France. Son père est artiste sculpteur et l'initie aux techniques de la fonte à la cire perdue. 
Gualtiero Busato fonde et préside l'Exposition internationale du petit bronze et la Triennale européenne de sculpture de Paris. Il est exposé en 1972 à la Galerie d'art moderne de Milan, en 1974 au musée d'Art moderne de Paris et au palais de la Méditerranée de Nice et en 1987 au musée de la monnaie de Paris,.
Le 26 mai 2004, il est élu correspondant de la section sculpture à l'Académie des beaux-arts de l'Institut de France.
Il meurt à Paris le 3 janvier 2025.

## Œuvres remarquables
- Les Messagers, station de métro Saint-Germain-des-Prés, 1983, Paris[5]
- La Fontaine du dialogue, bronze patiné, 1989, square Vivaldi, La Défense, Puteaux[6]
- Fontaine du Messager, 1993, Angers[7]
- Fontaine du dialogue, 1994, Angers[8]

## Prix
- Prix de la sculpture, Fondation Simone et Cino Del Duca, 2001[9]